# Santa Bárbara (Bahía)
Santa Bárbara es un municipio brasileño del estado de Bahía. Se localiza a una latitud 11º57'30" sur y a una longitud 38º58'30" oeste, estando a una altitud de 293 metros. Su población estimada en 2004 era de 18 531 habitantes.
Posee un área de 326,127 km².

## Economía
La principal fuente de salario del municipio es la agricultura y ganadería, con importancia para la producción del maíz y del frijol y la creación de bovinos, cabras, porcinos y ovinos.